# Anugama
Anugama (bürgerlich: Werner Hagen; * 1952 in Köln) ist ein deutscher New-Age- / Ambient-Musiker. In seiner Musik benutzt er neben dem Synthesizer viele asiatische und indische Klänge und Instrumente wie z. B. die indische Sitar, die Kora, Flamenco-Gitarre und verschiedene Flöten.
Seine ersten 15 Alben veröffentlichte Anugama bei Nightingale Records / Meistersinger Musik, wo auch die ersten Aufnahmen von Karunesh und Kamal erschienen. Ab 2000 veröffentlichte er seine CDs unter seinem eigenen Label Open Sky Music USA, in dem auch die Alben von Peter Makena erscheinen.

## Alben
- 1987 Silent Joy
- 1987 Morning Breeze
- 1987 Environment 1 - Ocean/Tambura
- 1987 Environment 2 - River/Bells
- 1987 Classic Fantasy
- 1988 Like the Ocean (zusammen mit Sebastiano als Cherubin)
- 1988 Floating gently (zusammen mit Sebastiano als Cherubin)
- 1988 Open Sky
- 1989 Exotic Dance (zusammen mit Sebastiano)
- 1989 Spiritual Environment – Healing
- 1989 Spiritual Environment – Tantra
- 1989 Shamanic Dream
- 1991 Just being here (The Best of Anugama)
- 1991 Classic Fantasy II
- 1995 Jungle of Joy
- 2000 Spiritual Environment – Healing (Neuauflage mit Bonustrack)
- 2000 Celestial Classics (Best of der Classic-CDs)
- 2001 Shamanic Dream II